# Stephanie Seymour
Stephanie Michelle Seymour (San Diego (Californië), 23 juli 1968) is een Amerikaans model en actrice. Seymour heeft model gestaan voor vele modetijdschriften en ontwerpers, en heeft geposeerd voor bekende fotografen als Herb Ritts, Richard Avedon, Gilles Bensimon, en Mario Testino.

## Carrière
Seymour startte haar modellencarrière op haar zestiende jaar voor lokale kranten en warenhuizen in San Diego. In 1983 deed ze mee met de Elite Model Management 'Look of the Year' waar ze de finale haalde.
Eind jaren 1980 en begin jaren 1990 verscheen Seymour in de badpak-editie van het blad Sports Illustrated en op de cover van het tijdschrift Vogue. Tijdens deze periode was ze voornamelijk model voor lingerie en kousen voor het bedrijf Victoria's Secret. In maart 1991 en februari 1993 poseerde ze voor de Playboy.
In 1998 schreef ze het boek Stephanie Seymour's Beauty Secrets for Dummies.
Seymour behaalde de 91e plaats in de lijst van '100 Sexiest Women of 2000' van de Noord-Amerikaanse FHM.
Ze verscheen in de herfst-/wintercollectie campagne van 2007-2008 voor schoenontwerper Salvatore Ferragamo samen met model Claudia Schiffer. Hierin spelen zij filmsterren die worden achtervolgd door de paparazzi.

### Acteren
Seymour's eerste acteerrol was als karakter Cynna Stone in het computerspel Hell: A Cyberpunk Thriller uit 1994. In 2000 speelde ze in de film Pollock, en in 2002 had ze een rol in een aflevering van de televisieserie Law & Order: Criminal Intent.

## Persoonlijk leven
Seymour heeft meerdere relaties gehad, waaronder Elite-baas John Casablancas, gitarist Tommy Andrews, zanger Axl Rose, en miljonair Peter Brant. Uit haar huwelijken zijn meerdere kinderen gekomen, drie zoons en een dochter.